# Nur Sultan (1451-1519)
Nur Sultan, född 1451, död 1519, var en av hustrurna till Krims khan Meñli I Giray. Hon var känd för sitt politiska inflytande. 
Hon var dotter till furst Timur ibn Mansur, bejen av Manghits. Hon gifte sig först med khan Xälil av Kazan (r. 1466-67), och efter hans död med hans efterträdare och bror, khan Ibrahim av Kazan (r. 1467-1479). 
Hon blev änka 1479. Hennes make efterträddes av hennes styvson Ilham Ghali av Kazan, varpå hon lämnade Kazan och sökte skydd hos Ivan III av Moskva med sina barn. Hon gifte sig 1487 med Meñli I Giray. Hon levde aldrig i könssegregation; trots att Giraydynastin på Krim var muslimer levde de kungliga kvinnorna inte i harem förrän på 1560-talet. Nur Sultan är känd som en av endast tre kvinnor ur Giraydynastins historia som spelade en politisk roll. Det är känt att hon utfärdade yarliqs, order som annars tillhörde den regerande khanens privilegium.  
Nur Sultan är främst känd för sitt engagemang för Krims utrikespolitik. Hon var en centralfigur i alliansen mellan Krim och Moskva. Hon använde denna allians för att stödja sin son Möxämmädämin av Kazan och hans rättigheter till Kazans tron mot hans halvbror. Moskva och Krim ingrep ett flertal gånger i Kazans inre angelägenheter genom sitt stöd för Nur Sultans söner i kampen om tronen. 